# Nummer 1-hits in de Billboard Hot 100 in 2003
Deze hits stonden in 2003 op nummer 1 in de Billboard Hot 100.
| Datum        | Artiest                      | Titel                |
| ------------ | ---------------------------- | -------------------- |
| 4 januari    | Eminem                       | Lose yourself        |
| 11 januari   | Eminem                       | Lose yourself        |
| 18 januari   | Eminem                       | Lose yourself        |
| 25 januari   | Eminem                       | Lose yourself        |
| 1 februari   | B2K & P. Diddy               | Bump, bump, bump     |
| 8 februari   | Jennifer Lopez & LL Cool J   | All I have           |
| 15 februari  | Jennifer Lopez & LL Cool J   | All I have           |
| 22 februari  | Jennifer Lopez & LL Cool J   | All I have           |
| 1 maart      | Jennifer Lopez & LL Cool J   | All I have           |
| 8 maart      | 50 Cent                      | In da club           |
| 15 maart     | 50 Cent                      | In da club           |
| 22 maart     | 50 Cent                      | In da club           |
| 29 maart     | 50 Cent                      | In da club           |
| 5 april      | 50 Cent                      | In da club           |
| 12 april     | 50 Cent                      | In da club           |
| 19 april     | 50 Cent                      | In da club           |
| 26 april     | 50 Cent                      | In da club           |
| 3 mei        | 50 Cent                      | In da club           |
| 10 mei       | Sean Paul                    | Get busy             |
| 17 mei       | Sean Paul                    | Get busy             |
| 24 mei       | Sean Paul                    | Get busy             |
| 31 mei       | 50 Cent & Nate Dogg          | 21 questions         |
| 7 juni       | 50 Cent & Nate Dogg          | 21 questions         |
| 14 juni      | 50 Cent & Nate Dogg          | 21 questions         |
| 21 juni      | 50 Cent & Nate Dogg          | 21 questions         |
| 28 juni      | Clay Aiken                   | This is the night    |
| 5 juli       | Clay Aiken                   | This is the night    |
| 12 juli      | Beyoncé & Jay-Z              | Crazy in love        |
| 19 juli      | Beyoncé & Jay-Z              | Crazy in love        |
| 26 juli      | Beyoncé & Jay-Z              | Crazy in love        |
| 2 augustus   | Beyoncé & Jay-Z              | Crazy in love        |
| 9 augustus   | Beyoncé & Jay-Z              | Crazy in love        |
| 16 augustus  | Beyoncé & Jay-Z              | Crazy in love        |
| 23 augustus  | Beyoncé & Jay-Z              | Crazy in love        |
| 30 augustus  | Beyoncé & Jay-Z              | Crazy in love        |
| 6 september  | Nelly, P. Diddy & Murphy Lee | Shake ya tailfeather |
| 13 september | Nelly, P. Diddy & Murphy Lee | Shake ya tailfeather |
| 20 september | Nelly, P. Diddy & Murphy Lee | Shake ya tailfeather |
| 27 september | Nelly, P. Diddy & Murphy Lee | Shake ya tailfeather |
| 4 oktober    | Beyoncé & Sean Paul          | Baby boy             |
| 11 oktober   | Beyoncé & Sean Paul          | Baby boy             |
| 18 oktober   | Beyoncé & Sean Paul          | Baby boy             |
| 25 oktober   | Beyoncé & Sean Paul          | Baby boy             |
| 1 november   | Beyoncé & Sean Paul          | Baby boy             |
| 8 november   | Beyoncé & Sean Paul          | Baby boy             |
| 15 november  | Beyoncé & Sean Paul          | Baby boy             |
| 22 november  | Beyoncé & Sean Paul          | Baby boy             |
| 29 november  | Beyoncé & Sean Paul          | Baby boy             |
| 6 december   | Ludacris & Shawnna           | Stand up             |
| 13 december  | OutKast                      | Hey ya!              |
| 20 december  | OutKast                      | Hey ya!              |
| 27 december  | OutKast                      | Hey ya!              |

1940 ·
1941 · 
1942 ·
1943 ·
1944 ·
1945 ·
1946 ·
1947 ·
1948 ·
1949 ·
1950 ·
1951 ·
1952 ·
1953 ·
1954 ·
1955 ·
1956 ·
1957 ·
1958 ·
1959 ·
1960 ·
1961 ·
1962 ·
1963 ·
1964 ·
1965 ·
1966 ·
1967 ·
1968 ·
1969 ·
1970 ·
1971 ·
1972 ·
1973 ·
1974 ·
1975 ·
1976 ·
1977 ·
1978 ·
1979 ·
1980 ·
1981 ·
1982 ·
1983 ·
1984 ·
1985 ·
1986 ·
1987 ·
1988 ·
1989 ·
1990 ·
1991 ·
1992 ·
1993 ·
1994 ·
1995 ·
1996 ·
1997 ·
1998 ·
1999 ·
2000 ·
2001 ·
2002 ·
2003 ·
2004 ·
2005 ·
2006 ·
2007 ·
2008 ·
2009 ·
2010 ·
2011 ·
2012 ·
2013 ·
2014 ·
2015 ·
2016 ·
2017 ·
2018 ·
2019 ·
2020 ·
2021 ·
2022 ·
2023
- Nederland (Top 40)
- Nederland (Single Top 100)
- Nederland (3FM Mega Top 50)
- Nederland (DVD Top 30)
- Vlaanderen (Radio 2 Top 30)
- Vlaanderen (Ultratop 50)
- Vlaanderen (Top 30 van Ultratop)
- Wallonië
- Australië
- Denemarken
- Duitsland
- Frankrijk
- Italië
- Noorwegen
- Oostenrijk
- Verenigd Koninkrijk
- Verenigde Staten (Hot 100)
- Zwitserland